# Každyj večer v odinnadcat'
Každyj večer v odinnadcat' (Каждый вечер в одиннадцать) è un film del 1969 diretto da Samson Iosifovič Samsonov.